# Nerima

Sectorul Nerima pe harta Tokyo

Nerima (練馬区 Nerima-ku?) este un sector special al zonei metropolitane Tōkyō în Japonia.